# Liste der Abgeordneten zum Kärntner Landtag (4. Wahlperiode)
Diese Liste der Abgeordneten zum Kärntner Landtag (4. Wahlperiode) listet alle Abgeordneten zum Kärntner Landtag in der 4. Wahlperiode auf. Die Angelobung der Abgeordneten erfolgte am 14. September 1871, die letzte Sitzung der 6. Wahlperiode wurde am 23. November 1877 einberufen. Dem Landtag gehörten dabei 10 Vertreter des „großen Grundbesitzes“ (GG), 9 Vertreter der Städte, Märkte und Industrialorte (SMI), 3 Vertreter der Handels- und Gewerbekammer (HGK) und 14 Vertreter der Landgemeinden (LG) sowie der Bischof von Gurk an.

## Sessionen
Die 5. Wahlperiode war in fünf Sessionen unterteilt:
- I. Session: vom 14. September bis zum 14. Oktober 1871
- II. Session: 5. November bis 7. Dezember 1872
- III. Session: 26. November bis 23. Dezember 1873
- IV. Session: 15. September bis 14. Oktober 1874
- V. Session: vom 6. April bis zum 5. Mai 1875
- VI. Session: vom 7. bis 29. März 1876
- VII. Session: vom 5. bis 21. April 1877

## Landtagsabgeordnete
| Name                         | Wahl- klasse | Region                                                        | Anmerkung |
| ---------------------------- | ------------ | ------------------------------------------------------------- | --- |
| Burger Johann von            | GG           |                                                               | |
| Cnobloch Karl von            | GG           |                                                               | |
| Dinzl Ignaz                  | SMI          | Villach                                                       | am 5. November 1873 für Josef Luggin angelobt, Mandatsniederlegung Ende August 1874 |
| Ebner Alexander              | SMI          | Spittal, Gmünd, Obervellach, Oberdrauburg                     | |
| Edlmann Ernst                | GG           |                                                               | |
| Einspieler Andrej            | LG           | Völkermarkt, Eberndorf, Bleiburg, Kappel                      | |
| Erwein Josef                 | GG           |                                                               | |
| Frey August                  | HGK          |                                                               | |
| Ghon Karl                    | SMI          | Villach                                                       | am 29. September 1874 für Ignaz Dinzl angelobt |
| Goëss Anton von              | GG           |                                                               | |
| Götz Josef                   | LG           | Villach, Paternion, Rosegg                                    | |
| Herrmann Emanuel             | SMI          | Klagenfurt                                                    | Mandatsverzicht mit Schreiben vom 2. April 1873, am 9. November 1873 nach Neuwahl erneut angelobt                                                                                          |
| Hillinger Karl von           | HGK          |                                                               | |
| Hock Gustav                  | LG           | Klagenfurt, Feldkirchen, Ferlach                              | |
| Jäger Filipp                 | LG           | Wolfsberg, St. Leonhard, St. Paul                             | |
| Jessernig Gabriel von        | SMI          | Klagenfurt                                                    | |
| Lax Josef                    | LG           | Spittal, Millstatt, Gmünd, Greifenburg, Obervellach, Winklern | |
| Leitgeb Hubert               | LG           | St. Veit, Friesach, Gurk, Althofen, Eberstein                 | Mandatsverzicht vor der III. Session |
| Luggin Josef                 | SMI          | Villach/Völkermarkt, Bleiburg, Kappel                         | Mandatsverzicht im Wahlkreis Villach vor der II. Session, am 9. November 1873 neuerlich als Abgeordneter der Städte und Märkte Völkermarkt, Bleiburg und Kappel für Albert Pucher angelobt |
| Millonig Johann              | LG           | Hermagor, Tarvis, Arnoldstein, Kötschach                      | ab 1875 nicht mehr Mitglied des Landtags |
| Mitterdorfer Wilhelm         | GG           |                                                               | |
| Moro Leopold von             | GG           |                                                               | |
| Mühlbacher Paul              | SMI          | Hermagor, Tarvis, Malborghet, Bleiburg-Kreuth                 | Mandatsverzicht mit Schreiben vom 18. Februar 1875 |
| Nagel Leopold                | HGK          |                                                               | |
| Nischelwitzer Oswald         | LG           | Hermagor, Tarvis, Arnoldstein, Kötschach                      | |
| Pantz Adolf von              | LG           | St. Veit, Friesach, Gurk, Althofen, Eberstein                 | |
| Petritsch Mathias            | LG           | Villach, Paternion, Rosegg                                    | |
| Petritz Wolfgang             | LG           | St. Veit, Friesach, Gurk, Althofen, Eberstein                 | am 26. November 1873 für Hubert Leitgeb nachgerückt |
| Pongraz Georg                | LG           | Wolfsberg, St. Leonhard, St. Paul                             | |
| Prinzhofer Wilhelm           | SMI          | Friesach, Straßburg, Althofen, Hüttenberg                     | |
| Pucher Albert                | SMI          | Völkermarkt, Bleiburg, Kappel                                 | Mandatsverzicht vor der II. Session |
| Rainer Victor von            | GG           |                                                               | |
| Ritter Valerius              | SMI          | Wolfsberg, St. Leonhard, St. Andrä, St. Paul, Unterdrauburg   | |
| Schnablegger Cajetan         | SMI          | Hermagor, Tarvis, Malborghet, Bleiburg-Kreuth                 | am 6. April 1875 für Paul Mühlbacher angelobt |
| Stieger Johann               | GG           |                                                               | |
| Stockert Karl                | LG           | Klagenfurt, Feldkirchen, Ferlach                              | |
| Tauerer Josef                | LG           | Spittal, Millstatt, Gmünd, Greifenburg, Obervellach, Winklern | |
| Thurn-Valsassina Douglas von | GG           |                                                               | am 26. November 1873 für Georg von Thurn-Valsassina angelobt |
| Thurn-Valsassina Georg von   | GG           |                                                               | Mandatsverzicht vor der III. Session |
| Ubl Karl                     | SMI          | St. Veit, Feldkirchen                                         | |
| Ullmann Josef                | LG           | Völkermarkt, Eberndorf, Bleiburg, Kappel                      | |
| Weindorfer Johann            | LG           | Hermagor, Tarvis, Arnoldstein, Kötschach                      | am 17. April 1875 angelobt |
| Wiery Valentin               | Virilstimme  |                                                               | |